# Sarawak
Sarawak (Jawi: سراواك) er en af to malaysiske stater på Borneo
Sarawak er også kendt som Bumi kenyalang ("Land of the Hornbills") – Næsehornfuglens land. Sarawak er den største af Malaysia's stater og ligger på den nord-vestlige del af Borneo. Den næststørste stat Sabah ligger øst for Sarawak.

## Nationalparker og reservater i Sarawak
Der findes en række nationalparker i Sarawak. De betegnes også statsparker, da de administreres af det statslige organ Forest Department of Sarawak og ikke er underlagt et overordnet føderalt organ, der omfatter hele den malaysiske føderation. Udover disse nationalparker findes andre vildtreservater eller på anden måde fredede og beskyttede områder, som ligeledes administreres af Forestry Departmentm of Sarawak og/eller af andre organisationer. Der findes følgende nationalparker og reservater:
- Bako Nationalpark
- Batang Ai Nationalpark
- Bukit Tiban Nationalpark
- Gunung Buda Nationalpark
- Gunung Gading Nationalpark
- Gunung Mulu Nationalpark
- Kubah Nationalpark
- Kuching Wetlands Nationalpark
- Lambir Hills Nationalpark
- Loagan Bunut Nationalpark
- Maludam Nationalpark
- Niah Nationalpark (Niah Caves)
- Pulong Tau Nationalpark
- Rajang Mangroves Nationalpark
- Santubong Nationalpark
- Similajau Nationalpark
- Talang Satang Nationalpark
- Tanjung Datu Nationalpark
- Stutung Reservat
- Wind Cave Reservat
- Matang Vildtreservat
- Samunsam Vildtreservat

## Eksterne links
- SarawakReport
- Sarawak Government Official Portal – official website (på engelsk)
- Forest Department of Sarawak – official website Arkiveret 14. oktober 2008 hos  Wayback Machine

- Wikimedia Commons har flere filer relateret til Sarawak

2°30′N 113°00′Ø / 2.5°N 113°Ø
|  | Infoboks uden skabelon Denne artikel har en infoboks dannet af en tabel eller tilsvarende. |